# Fortum
Fortum Oyj er et finsk børsnoteret energiselskab, der fokuserer på Norden, Baltikum, Polen og det nordvestlige Rusland. Efter overtagelsen af det russiske energiselskab TGC-10 i år 2008, er Vestsibirien blevet et vigtigt forretningsområde for Fortum. Fortum driver og vedligeholder kraftværker, samt leverer forskellige energirelaterede services. Virksomhedens primære forretningsområde er produktion og distribution af elektricitet, varme og damp. Virksomhedens hovedsæde er i Espoo, Helsinki.

## Historie
Historien bag Fortum begynder ved Imatran Voima der blev grundlagt i 1932 for at drive Imatrankoski Vandkraftværk i Imatra. Imatran Voima opkøbte en række kraftværker bl.a. Vandkraftværk, kulkraftværk og atomkraftværk. Fortum Corporation blev etableret i 1998. Det blev skabt ved en sammenlægning af det finske statsejede el- og varmeselskab IVO (Imatran Voima Oy), grundlagt i 1921 og Neste Oy det nationale finske olieselskab. I 2005 blev Neste fraspaltet til et selvstændigt børsnoteret selskab.
Fortum er børsnoteret på NASDAQ OMX Helsinki-børsen og er pt. det eneste nordiske energiselskab i Dow Jones Sustainability Index. (DJSI)

## Energiproduktion

### Vandkraft
Vandkraft har altid været Fortums primærområde. Virksomheden ejer og driver omkring 260 vandkraftværker, primært i Finland og Sverige. Vandkraft udgør 48 % af den elektricitet Fortum producerer i Norden og 1/3 af Fortums totale årlige produktion.

### Atomkraft
Fortum har produceret atomkraft siden 1977. Virksomheden ejer et atomkraftværk i Loviisa, Finland, der dækker 10 % af landets samlede energiproduktion. Virksomheden driver også svenske atomkraftværker i Forsmark atomkraftværk (45,5 %), Forsmark og Oskarshamn kernekraftværk (22 %), Oskarshamn. Desuden ejer Fortum en aktieandel i Teollisuuden Voima Oyj (26,6 %), som driver to atomkraft-reaktorer i Olkiluoto, Finland, og er i gang med at bygge en tredje reaktor i samarbejde med Areva-Siemens-konsortiet.

Fortum ejer 25,7% af det russiske atomkraftselskab Polyarnye Zori som er partner med TGK-1.

### Samlet energiproduktion (varme og el)
Fortum producerer og sælger varme i de Norden, Baltikum, Rusland og Polen med 31 værker og kombineret produktion af fjernvarme) og elektricitet. Fortum er den fjerde største varmeproducent i verden.
| År   | Produktion (TWh) | Emission (Gt CO2) | kg CO2/MWh |
| ---- | ---------------- | ----------------- | ---------- |
| 2002 | 48               | 7                 | 146        |
| 2003 | 53               | 9,14              | 172        |
| 2004 | 56               | 7,93              | 143        |
| 2005 | 52               | 1,99              | 38         |
| 2006 | 54               | 5,82              | 107        |
| 2007 | 52               | 3,34              | 64         |
| 2008 | 53               | 2,16              | 41         |
| 2009 | 49               | 2,02              | 41         |